# Открытое море: Монстр глубины
«Открытое море: Монстр глубины» (англ. The Reef: Stalked) — австралийский фильм ужасов, духовный наследник фильма «Открытое море: Новые жертвы». Автор сценария и режиссёр — Эндрю Трауки. В главных ролях — Тереза Лиэн, Анн Чуонг, Саския Арчер, Кейт Листер и Тим Росс.

## Описание сюжета
Девушка Ник вместе с сестрой Кэти подругами развлекаются погружаясь в море. Вернувшись в городок Ник видит как муж сестры Грег сурово выговаривает ей. Придя домой Ник получает от сестры сообщение с просьбой о помощи. Она прибегает в дом сестры и видит подавленного Грега, который говорит, что Кэти его не слушалась. Ворвавшись в ванную она находит утопленную в ванной Кэти. Представления о последних минутах жизни сестры надолго становятся для Ник кошмаром.
Подруги уговаривают Ник совершить заплыв на каяках к отдалённым безлюдным островам. Ник соглашается, хотя из-за кошмаров даже не может погрузить лицо в воду. Четыре девушки: Лиза, Джоди, Ник  и её младшая сестра Энни отправляются в море. Когда они приближаются к острову на них нападает огромная акула и убивает Лизу. Затем акула нападает на двух детей купающихся в море, но они с помощью Джоди успевают вылезти, хотя акула наносит серьёзное ранение девочке. Матери детей говорят, что их мужья отплыли на соседний, населённый остров и вернутся через несколько дней. Ввиду состояния ребёнка девушки решаются на отчаянный шаг, преобразуют лодку и два каяка в катамаран и отправляются в опасное плавание. Акула разбивает их сооружение, но Ник, преодолев свои страхи ныряет и захваченным на острове мачете убивает акулу.

## В ролях
- Тереза Лиэн — Ник
- Анн Чуонг — Джоди
- Саския Арчер — Энн
- Кейт Листер — Лиза
- Тим Росс — Грег

## Производство
В ноябре 2020 года было объявлено о съёмках продолжения фильма «Открытое море: Новые жертвы», сценаристом и режиссёром выступил Эндрю Трауки. В мае 2022 года закончился отбор актёров, продюсерами выступили Нил Кингстон, Майкль Робертсон, Джек Кристиан и Эндрю Траки
Съёмки начались 10 июня 2021 года в Австралии Первоначально производство фильма было назначено на конец 2020 года, а выпуск фильма летом 2021 года.
Фильм должен был выйти одновременно в кинотеатрах, на сервисах VOD (RLJE Films) и Shudder 29 июля 2022 года.